# Jacob Goedecker
Jacob Goedecker (* 6. Januar 1882 in Warschau; † 19. Juli 1957 in Mainz-Gonsenheim) war ein deutscher Flugzeugkonstrukteur.

## Studium
Goedecker stammte aus einer wohlhabenden Mainzer Familie. Sein Vater war als Kaufmann und Fabrikant Inhaber von Zucker- und Maschinenfabriken in Deutschland und im Weichselland. 1896 weckten Berichte in Zeitschriften die Begeisterung des damals 14-Jährigen für die Fliegerei. Während seines Maschinen- und Schiffbaustudiums 1902–1906 an den technischen Hochschulen in Aachen und Berlin lernte er den dort lehrenden Professor Hugo Junkers kennen. Dieser versuchte, durch praktische Arbeit im Labor seine Schüler zum selbstständigen Arbeiten, Erfinden und Denken zu ermuntern. Goedecker und Junkers beschäftigten sich (unabhängig voneinander) schon während des Studiums intensiv mit Flugzeugkonstruktion und -bau. In dieser Zeit entstanden Goedeckers erste Flugmodelle.

## Unternehmensgründung

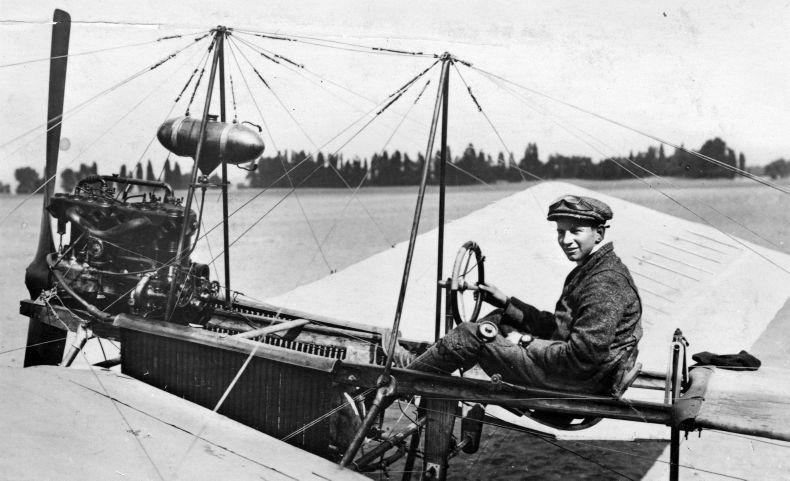
Anthony Fokker in Gonsenheim auf seiner „Spinne“

Auf dem Gelände der Prinz-Heinrich-Werft in Niederwalluf am Rhein gründete Goedecker 1909 die „J. Goedecker Flugmaschinenwerke“. Seine ersten Maschinen wurden noch mit Hilfe von Bootsbauern hergestellt, geflogen wurden sie in Gonsenheim auf dem „Großen Sand“. Aviatiker Paul Lange führte im April 1910 erste Probeflüge mit einer der „Etrich-Taube“ nachempfundenen Eigenkonstruktion des Gonsenheimer Flugzeugherstellers aus. Goedecker erzielte erste Erfolge, wobei er schon Ballonbereifung am Fahrwerk verwendete. In seiner 1911 gegründeten Flugschule lernten einige später berühmte Flieger ihr Handwerk, u. a. auch Anthony Fokker, der dort später Einflieger und Ausbilder wurde. Im gleichen Jahr baute Goedecker für Fokker die erste „Spinne“.

## Flugzeugbau bis Ende 1919
In Gonsenheim wurden Eindecker, Doppeldecker und zwei Flugboote gebaut. Die ersten Entwürfe für einen Tragschrauber legte er dem Militär schon 1910 vor, sie wurden aber abgelehnt. Ende 1911 beschäftigten seine Flugmaschinenwerke bereits 22 Menschen. Erfolgreiche Teilnahmen an verschiedenen Flugtagen und an der Luftfahrtausstellung ALA 1912 in Berlin festigten den guten Ruf Goedeckers. 1913 produzierte er noch Sportflugzeuge, ab 1914 bereits zweisitzige Doppeldecker für das Militär. Während des Ersten Weltkrieges kamen einige Doppeldecker der deutschen Fliegerstreitkräfte aus Goedeckers Fabrik, aber er erhielt keine weiteren Aufträge vom Militär und verlegte sich hauptsächlich auf Reparaturen.

## Neubeginn
Nach dem Krieg stagnierte Goedeckers Flugzeugproduktion weiter, da der Waffenstillstandsvertrag und der Vertrag von Versailles auch seine Arbeit stark einschränkte. Die Alliierten beschlagnahmten Teile der Gonsenheimer Fabrik. Ab 1920 beschäftigte Goedecker sich mit der Entwicklung von Segelflugzeugen und der Produktion von Autokarosserien. Als er 1930 den Betrieb in Gonsenheim wieder aufnehmen konnte, hatte er den Anschluss an die technische Entwicklung verloren.
1932 entwarf er den Ornithopter, das erste elektrisch betriebene Vogelschwingenflugzeug, und arbeitete in Darmstadt für die deutsche Forschungsanstalt für Segelflug. In den 1950er Jahren hatte er internationalen Erfolg mit den ersten flugtauglichen Modellhubschraubern.

## Auszeichnungen und Ehrungen
Ein von Adalbert Ditt geschaffener Gedenkstein erinnerte seit 1982 an der Elbestraße in Gonsenheim an den Flugpionier und seine Arbeit. Seit Ende 2013 steht dieser an historischer Stelle. Er wurde auf der Grünfläche des Willy-Brandt-Platzes neu aufgestellt, wo sich früher das Flugfeld „Großer Sand“ befand.